# Aspila omicronata
Aspila omicronata là một loài bướm đêm trong họ Noctuidae.